# Teruelius makay
Espèce
Synonymes
- Grosphus makay Lourenço & Wilmé, 2015

Teruelius makay est une espèce de scorpions de la famille des Buthidae.

## Distribution
Cette espèce est endémique de la région de l'Atsimo-Andrefana à Madagascar. Elle se rencontre dans le massif du Makay.

## Description
La femelle holotype mesure 56,4 mm.

## Systématique et taxinomie
Cette espèce a été décrite sous le protonyme Grosphus makay par Lourenço et Wilmé en 2015. Elle est placée en synonymie avec Teruelius feti par Lowe et Kovařík en 2019, elle est relevéée de synonymie dans le genre Grosphus par Lourenço, Rossi, Wilmé, Raherilalao, Soarimalala et Waeber en 2020 puis placée dans le genre Teruelius par Lowe et Kovařík en 2022.

## Étymologie
Son nom d'espèce lui a été donné en référence au lieu de sa découverte, le massif du Makay.

## Publication originale
- Lourenço & Wilmé, 2015 : « Scorpions collected in the Makay mountain range, Madagascar (Scorpiones: Hormuridae, Buthidae) and with description of a new species. » Revista Ibérica de Aracnología, no 26, p. 55-61 (texte intégral).